# 国立植物園 (広州市)

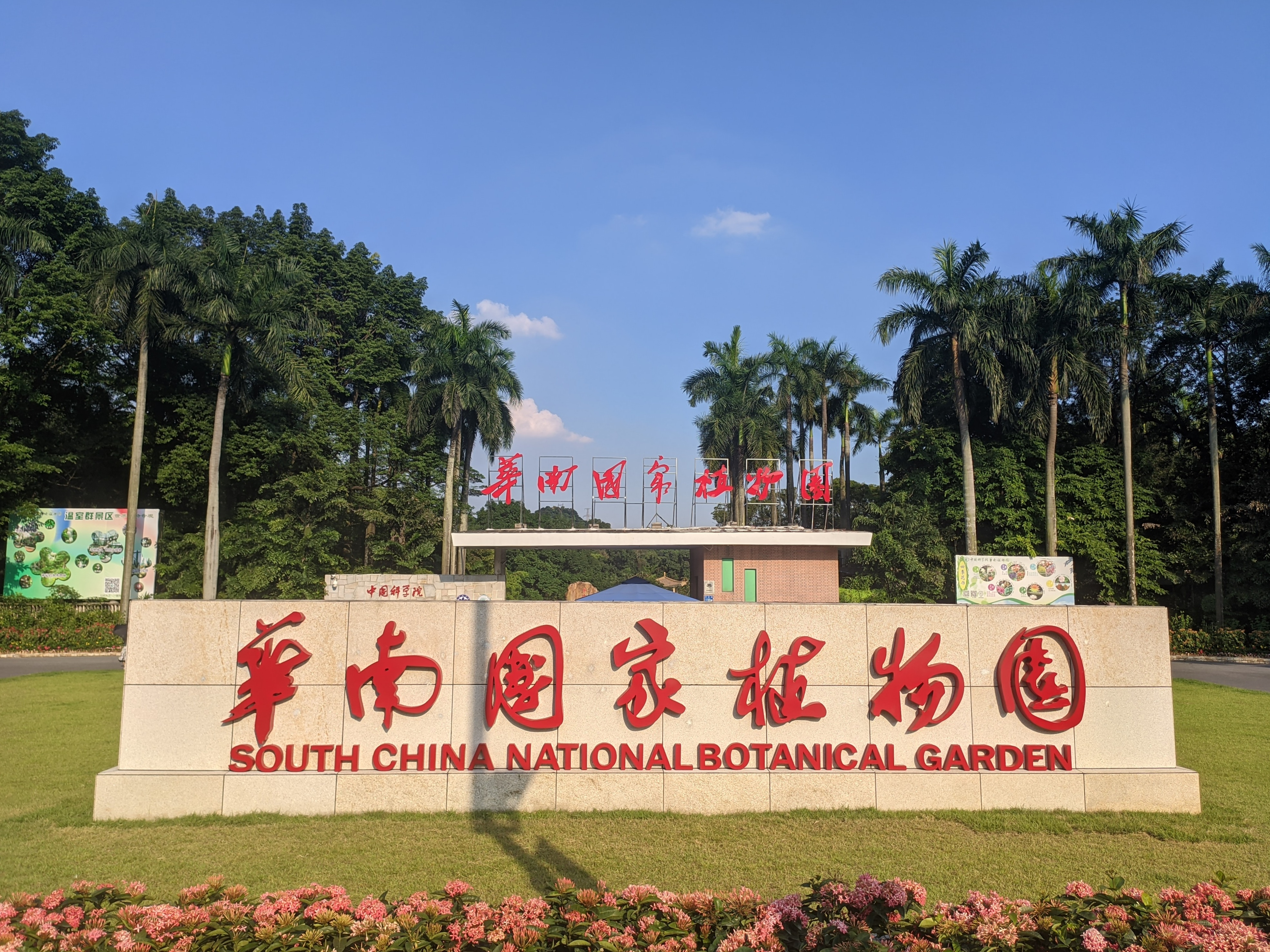
華南国立植物園の入口

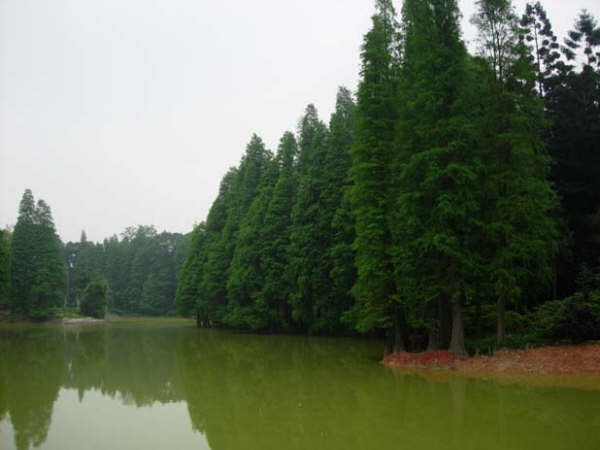
華南国立植物園内の林と湖

華南国立植物園 (かなんこくりつしょくぶつえん、中国語: 华南国家植物园、英語: South China National Botanical Garden) は、中国南部で唯一の国家レベルの植物園であり、本部所在地は広東省広州市天河区興科路723号。現在世界最大の亜熱帯植物園であり、中国内では1929年中山大学植物研究所設立以来の最も長い歴史があり、最も多くの種を保存し、最大の面積を持つ植物園としている。
2002年には、国家林業草原局、住宅都市農村建設部、中国科学院、広東省および広州市人民政府により共同で再建されて、2022年5月には広州園区（北緯23度11分12秒 東経113度21分51秒 / 北緯23.1868度 東経113.3642度座標: 北緯23度11分12秒 東経113度21分51秒 / 北緯23.1868度 東経113.3642度）と肇慶市鼎湖山公園区からなる中国科学院の植物園として、一般に「中国南部のエメラルド」と呼ばれている。
なお中国では同2022年に、華南国立植物園に先駆けて、北京国立植物園が北京市に開設されている。